# Senlis-le-Sec

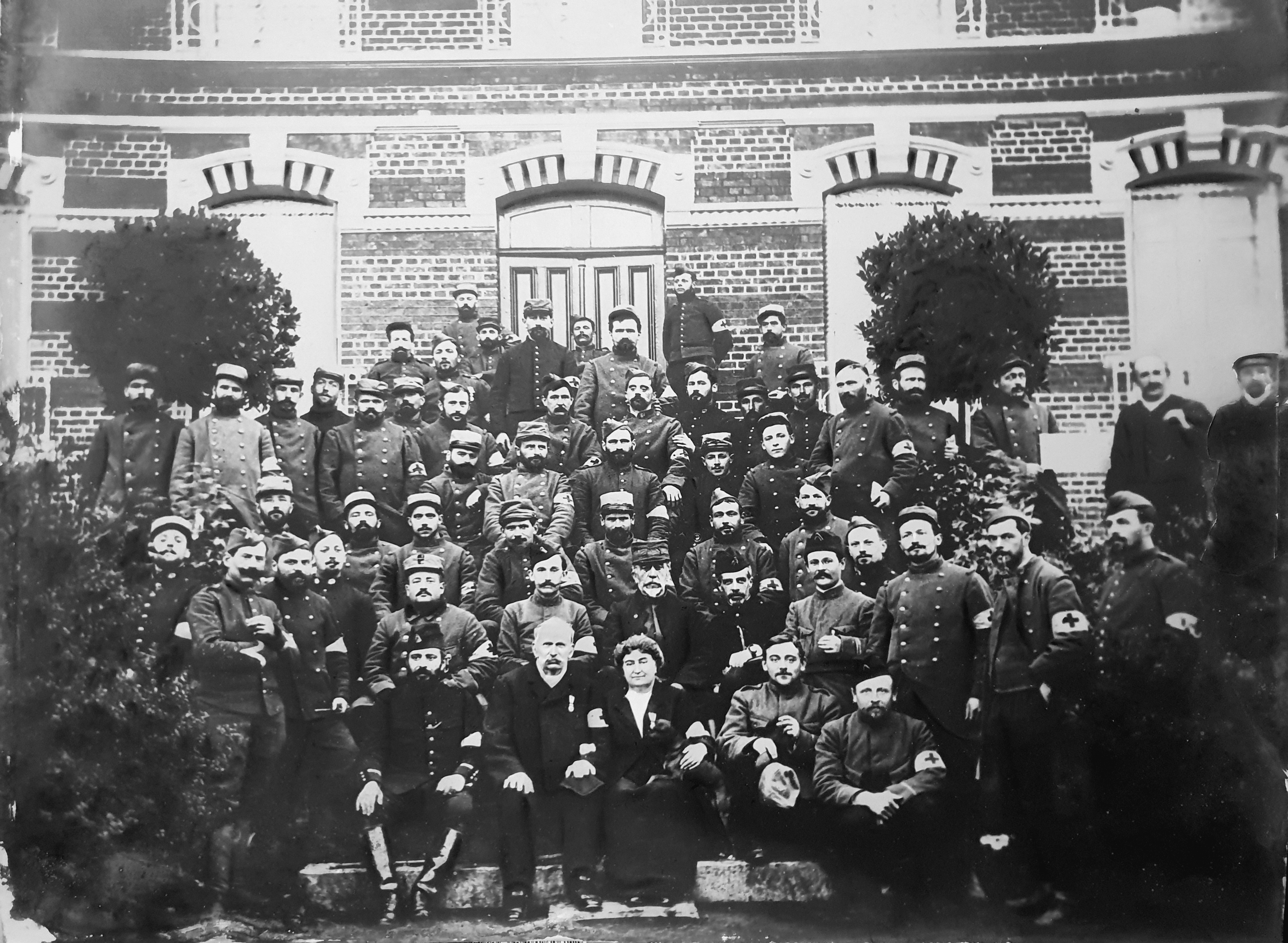
Pose équipe médicale devant la demeure de Madame Marie DROUART DANICOURT transformé en hôpital militaire année 1914

Senlis-le-Sec est une commune française située dans le département de la Somme, en région Hauts-de-France.

## Géographie

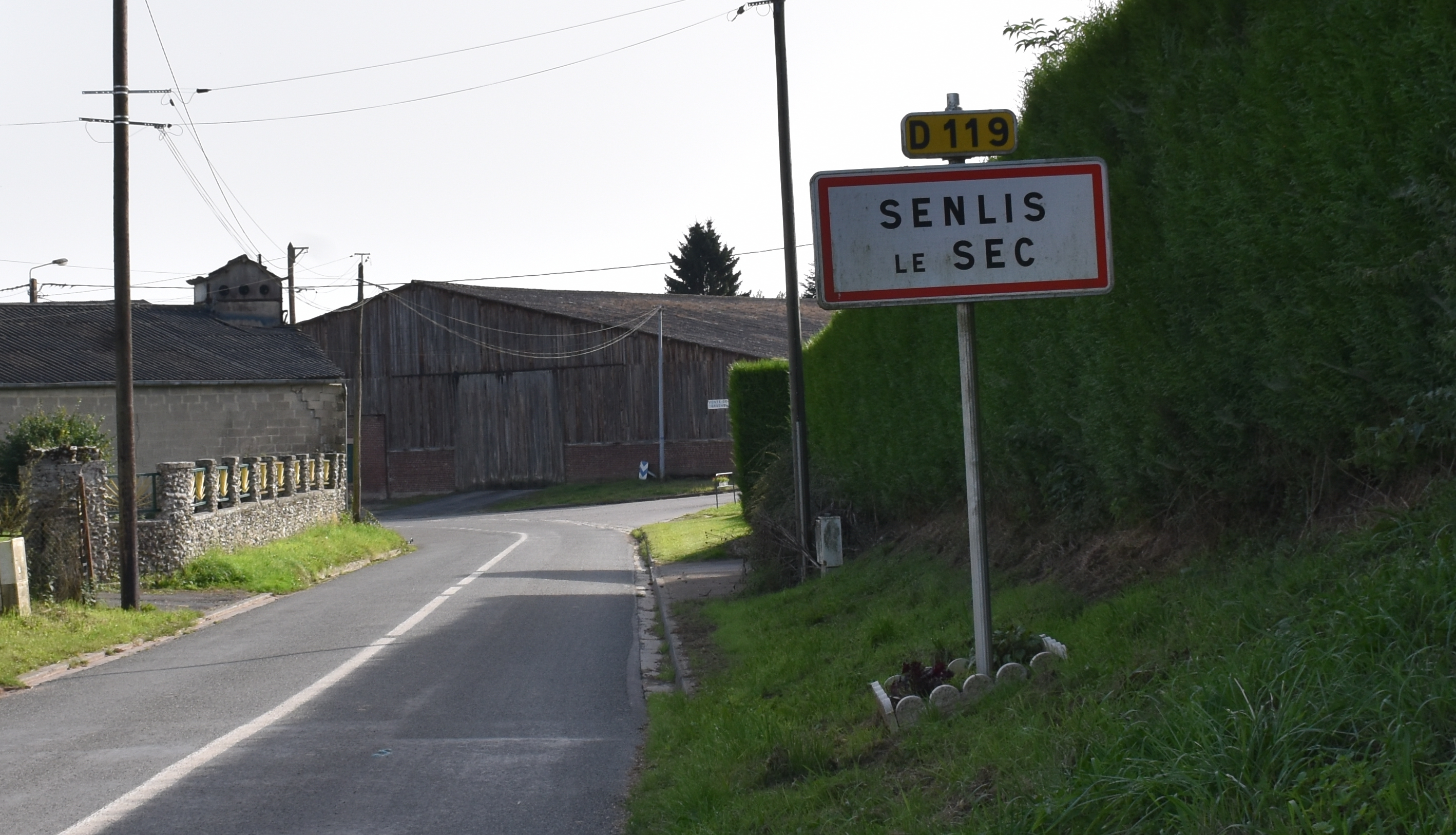
Une entrée de la commune.

### Localisation
Par la route, la commune est située au nord-ouest d'Albert, sur la voie qui mène à Doullens et  à 20 minutes au nord-est d'Amiens.

#### Communes limitrophes
|                | Hédauville                | Englebelmer |
| Warloy-Baillon | Senlis-le-Sec             | Bouzincourt |
|                | Millencourt et Hénencourt |             |

### Nature du sol et du sous-sol
Le sous-sol est de nature calcaire recouvert de limon des plateaux d'argile et de sable.

### Relief, végétation et paysage
Le relief de la commune est celui d'un plateau, l'Aménois entaillé par un vallon sec peu profond.

### Hydrographie

#### Réseau hydrographique
La commune est située dans le bassin Artois-Picardie. Elle est drainée par le ravin.

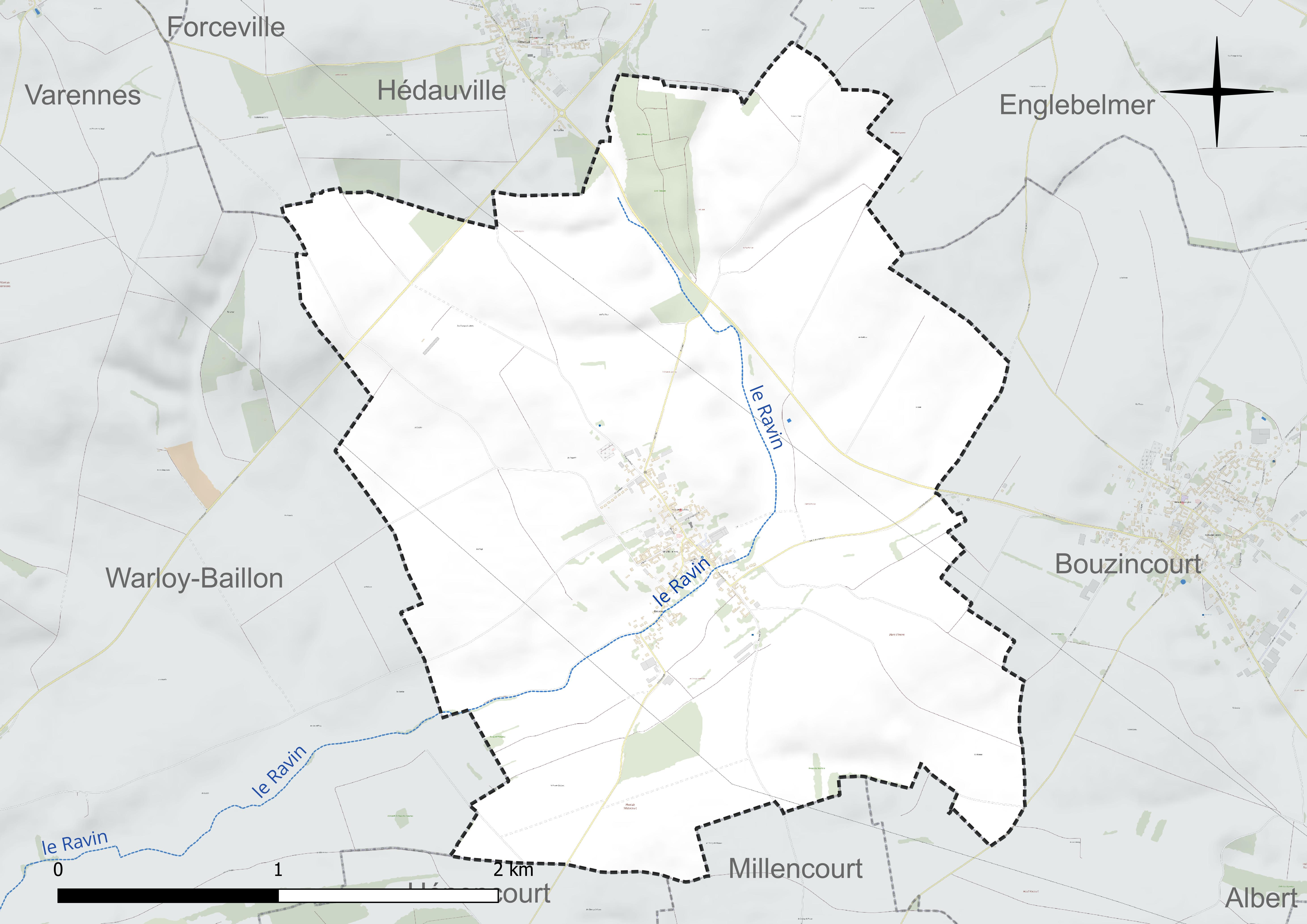
Réseau hydrographique de Senlis-le-Sec.

#### Gestion et qualité des eaux
Le territoire communal est couvert par le schéma d'aménagement et de gestion des eaux (SAGE) « Somme aval et Cours d'eau côtiers ». Ce document de planification concerne un territoire de 1 835 km2 de superficie, délimité par le bassin versant de la Somme canalisée. Le périmètre a été arrêté le 29 avril 2010 et le SAGE proprement dit a été approuvé le 6 août 2019. La structure porteuse de l'élaboration et de la mise en œuvre est le syndicat mixte d'aménagement hydraulique du bassin versant de la Somme (AMEVA).
La qualité des cours d'eau peut être consultée sur un site dédié géré par les agences de l'eau et l'Agence française pour la biodiversité.

### Climat
Pour des articles plus généraux, voir Climat des Hauts-de-France et Climat de la Somme.
En 2010, le climat de la commune est de type climat océanique dégradé des plaines du Centre et du Nord, selon une étude du CNRS s'appuyant sur une série de données couvrant la période 1971-2000. En 2020, Météo-France publie une typologie des climats de la France métropolitaine dans laquelle la commune est exposée à un climat océanique et est dans la région climatique Nord-est du bassin Parisien, caractérisée par un ensoleillement médiocre, une pluviométrie moyenne régulièrement répartie au cours de l'année et un hiver froid (3 °C).
Pour la période 1971-2000, la température annuelle moyenne est de 10,2 °C, avec une amplitude thermique annuelle de 14,1 °C. Le cumul annuel moyen de précipitations est de 780 mm, avec 12,7 jours de précipitations en janvier et 8,8 jours en juillet. Pour la période 1991-2020, la température moyenne annuelle observée sur la station météorologique la plus proche, située sur la commune de Méaulte à 8 km à vol d'oiseau, est de 10,7 °C et le cumul annuel moyen de précipitations est de 730,3 mm,. Pour l'avenir, les paramètres climatiques de la commune estimés pour 2050 selon différents scénarios d'émission de gaz à effet de serre sont consultables sur un site dédié publié par Météo-France en novembre 2022.

#### Urbanisme et aménagements
L'église et la mairie constituent le centre du village qui s'étend pour une grande partie à leur pied. On peut y voir encore, ici et là, des bâtiments traditionnels en torchis. Des constructions nouvelles de maisons d'habitation ont vu le jour ces dernières années.
On distingue encore deux parties distinctes dans le village : Buicourt - aujourd'hui Beaucourt - qui constitue la partie haute et Montaigu qui forme la partie basse.
Les habitants d'Albert, Bouzincourt, Hénencourt, Laviéville, Millencourt, Senlis-le-Sec et Bécordel-Bécourt sont les premiers à avoir été raccordés à la fibre optique du Pays du coquelicot en 2018.
Les habitants de Méaulte, Dernancourt, Buire-sur-l'Ancre, Ville-sur-Ancre, Fricourt, Mametz, Ovillers-la-Boisselle, Pozières, Contalmaison, Aveluy, Mesnil-Martinsart et Authuille devront patienter au moins jusqu'au mois de juillet.
Courcelette devra attendre 2019 et les autres communes devront laisser passer encore quelques années.

## Urbanisme

### Typologie
Au 1er janvier 2024, Senlis-le-Sec est catégorisée commune rurale à habitat dispersé, selon la nouvelle grille communale de densité à sept niveaux définie par l'Insee en 2022.
Elle est située hors unité urbaine. Par ailleurs la commune fait partie de l'aire d'attraction d'Amiens, dont elle est une commune de la couronne,. Cette aire, qui regroupe 369 communes, est catégorisée dans les aires de 200 000 à moins de 700 000 habitants,.

### Occupation des sols
L'occupation des sols de la commune, telle qu'elle ressort de la base de données européenne d'occupation biophysique des sols Corine Land Cover (CLC), est marquée par l'importance des territoires agricoles (93,6 % en 2018), une proportion identique à celle de 1990 (93,6 %). La répartition détaillée en 2018 est la suivante : 
terres arables (93,6 %), zones urbanisées (3,4 %), forêts (3 %). L'évolution de l'occupation des sols de la commune et de ses infrastructures peut être observée sur les différentes représentations cartographiques du territoire : la carte de Cassini (XVIIIe siècle), la carte d'état-major (1820-1866) et les cartes ou photos aériennes de l'IGN pour la période actuelle (1950 à aujourd'hui).

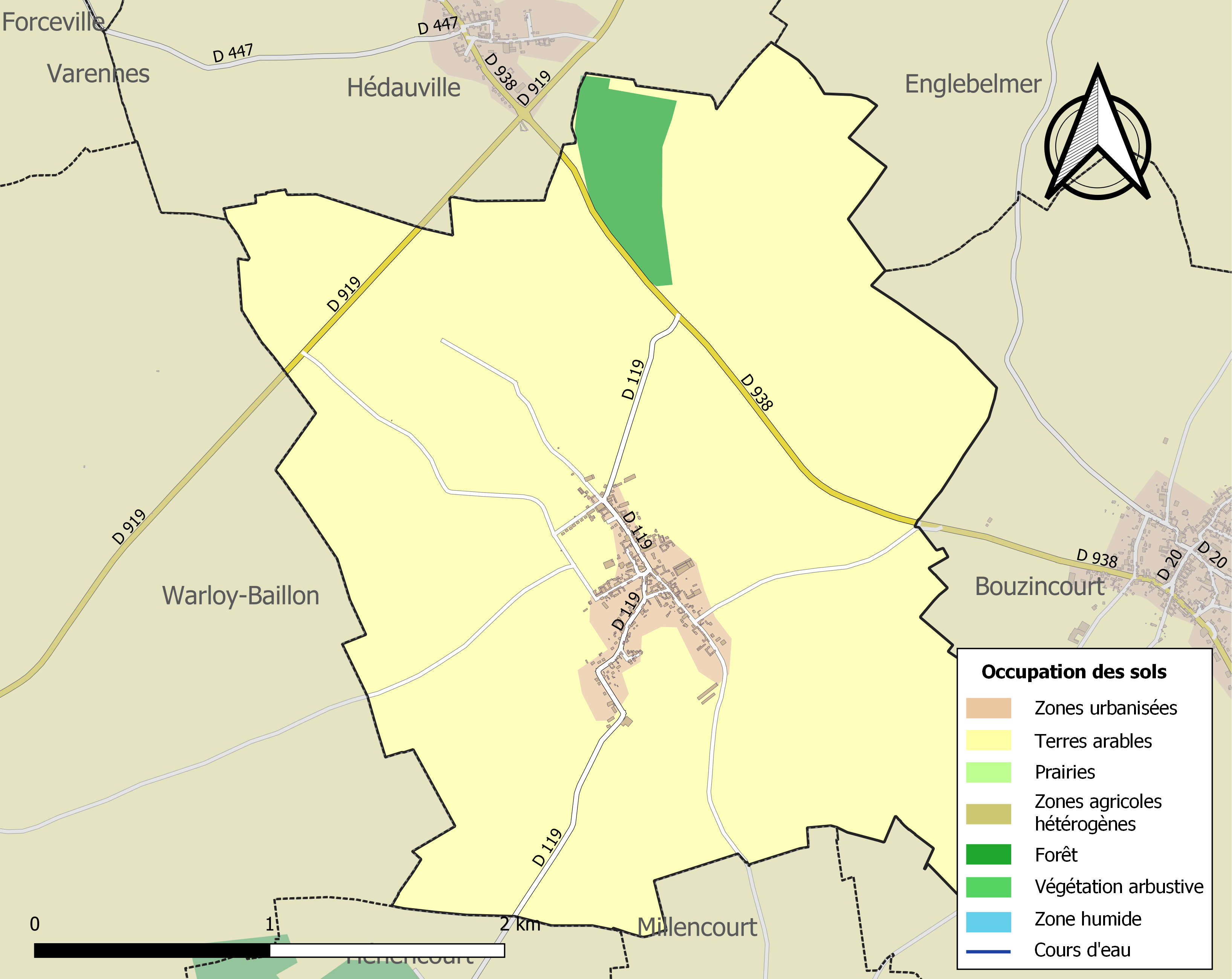
Carte des infrastructures et de l'occupation des sols de la commune en 2018 (CLC).

## Toponymie
- On trouve plusieurs formes pour désigner Senlis-le-Sec depuis le XIIe siècle : Sanlis (1189), Senlis (1203), Sanlis (1222), Senlis (1317), Senllis (1343), Senliz (1387), Cenlis (1515), Sanlys (1669), et enfin Senlis depuis 1717.
- En 1919, à la demande du préfet de la Somme, la commune dut compléter son nom pour éviter toute confusion avec la ville de Senlis (Oise). Le maire de l'époque rejeta la proposition préfectorale : Senlis-lèz-Albert et le conseil municipal adopta la dénomination Senlis-le-Sec en souvenir du lit de l'Hallue asséché dans la commune.
- Le nom du village en picard est : Sanli-l'Sé.

## Histoire

### Préhistoire
Le territoire de la commune a été occupé par l'homme à l'époque préhistorique. On a retrouvé des haches de silex et des têtes de lance de cette période.

### Moyen Âge
- En 1188, il est fait mention de Nicola, sire de Mailly, seigneur de Senlis et de Clairfaix. Son fils Matthieu, sire de Mailly, seigneur de Senlis participa vaillamment aux campagnes de Philippe-Auguste contre Richard Cœur de Lion. Il fit prisonnier Robert, comte de Leicester. Il fut lui-même fait prisonnier à Gisors (Eure) en 1198. Il participa à la croisade et mourut à Nicomédie. Sa dépouille fut ramenée à Arras.
- La seigneurie de Senlis passa ensuite à la famille d'Hénencourt. Au XVe siècle, Adrien d'Hénencourt, chanoine du chapitre cathédral d'Amiens était seigneur de Senlis. À sa mort, la seigneurie de Senlis passa à sa sœur, Jacqueline d'Hénencourt qui épousa Antoine Ier de Lameth. La seigneurie de Senlis resta possession de la famille de Lameth jusqu'à la Révolution.

### Les Templiers
- Une maison des Templiers a été édifiée près du cimetière.

### Époque moderne
- En 1635, le village est pillé par les Espagnols.

### Époque contemporaine
- Après la bataille de Pont-Noyelles en 1870, les Prussiens arrivèrent à Senlis. On leur attribue l'incendie d'une ferme.
- Pendant la Première Guerre mondiale, la demeure de madame Marie Drouart Danicourt  puis de sa fille madame Jeanne Serant que les habitants appelaient « le château », servit d'hôpital militaire. La propriété de Marie-Thérèse Dufour, rue du Bas, a servi de logement aux soldats qui provoquèrent accidentellement un incendie. Le feu détruisit l'habitation et provoqua la mort de chevaux à l'écurie. En août 1915, l'armée anglaise remplaça l'armée française. La ferme de madame Yolande Rachaine fut détruite par un incendie qui provoqua la mort de quinze soldats dont le nom figure sur le monument aux morts.

## Politique et administration
Par arrêté préfectoral du 27 décembre 2016, la commune est détachée le 1er janvier 2017 de l'arrondissement d'Amiens pour intégrer l'arrondissement de Péronne.

### Liste des maires

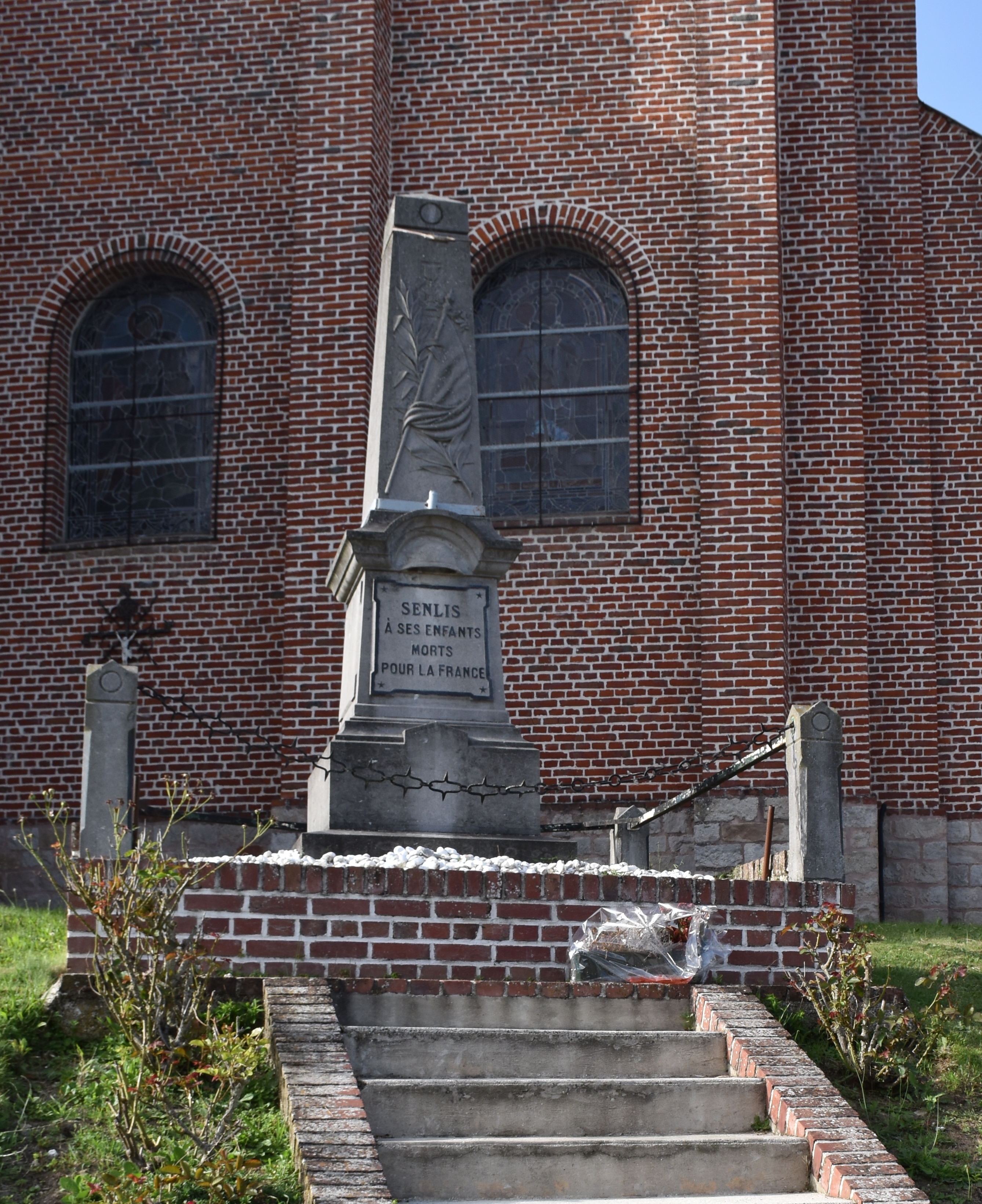
Le monument aux morts.

| Période                                  | Période                   | Identité           | Étiquette | Qualité |
| ---------------------------------------- | ------------------------- | ------------------ | --------- | --- |
| Les données manquantes sont à compléter. |                           |                    |           | |
| mars 2001                                | 2008                      | Pierre Rouvillain  |           | |
| mars 2008                                | En cours (au 28 mai 2020) | Geneviève Lebailly | DVG       | Conseillère générale d'Acheux-en-Amienois (2014 → 2015) Vice-présidente de la CA du Pays du Coquelicot (2020 → ) Réélue pour le mandat 2020-2026 |

## Population et société

### Démographie
L'évolution du nombre d'habitants est connue à travers les recensements de la population effectués dans la commune depuis 1793. Pour les communes de moins de 10 000 habitants, une enquête de recensement portant sur toute la population est réalisée tous les cinq ans, les populations de référence des années intermédiaires étant quant à elles estimées par interpolation ou extrapolation. Pour la commune, le premier recensement exhaustif entrant dans le cadre du nouveau dispositif a été réalisé en 2005.

En 2022, la commune comptait 320 habitants, en évolution de +7,74 % par rapport à 2016 (Somme : −1,26 %, France hors Mayotte : +2,11 %).
| 1793 | 1800 | 1806 | 1821 | 1831 | 1836 | 1841 | 1846 | 1851 |
| ---- | ---- | ---- | ---- | ---- | ---- | ---- | ---- | ---- |
| 611  | 645  | 685  | 690  | 712  | 726  | 718  | 726  | 700  |

| 1856 | 1861 | 1866 | 1872 | 1876 | 1881 | 1886 | 1891 | 1896 |
| ---- | ---- | ---- | ---- | ---- | ---- | ---- | ---- | ---- |
| 696  | 676  | 621  | 527  | 504  | 473  | 460  | 465  | 418  |

| 1901 | 1906 | 1911 | 1921 | 1926 | 1931 | 1936 | 1946 | 1954 |
| ---- | ---- | ---- | ---- | ---- | ---- | ---- | ---- | ---- |
| 413  | 372  | 384  | 330  | 328  | 306  | 298  | 277  | 286  |

| 1962 | 1968 | 1975 | 1982 | 1990 | 1999 | 2005 | 2006 | 2010 |
| ---- | ---- | ---- | ---- | ---- | ---- | ---- | ---- | ---- |
| 284  | 263  | 258  | 265  | 272  | 302  | 287  | 285  | 283  |

| 2015 | 2020 | 2022 | - | - | - | - | - | - |
| ---- | ---- | ---- | - | - | - | - | - | - |
| 295  | 313  | 320  | - | - | - | - | - | - |

### Enseignement
La commune de Senlis-le-Sec a disposé d'une école communale jusqu'en 2005. Depuis cette date, la commune fait partie du regroupement scolaire de Bouzincourt qui dispose d'une cantine.
Le regroupement pédagogique intercommunal des Cinq-Tilleuls scolarise les enfants du village. Cinq communes sont regroupées au sein de cette entité de six classes qui dispose d'une cantine scolaire et où on attend 120 élèves à la rentrée 2018.

### Autres services publics
- L'ancienne école a été reconvertie en salle des fêtes.
- La mairie a été reconstruite en 2011 car l'ancienne était devenue trop petite.

### Culture, sport et loisirs

#### Équipements sportifs
Senlis-le-Sec dispose de plusieurs équipements sportifs :
- un terrain de football,
- un terrain de ballon au poing,
- deux courts de tennis,
- un terrain de pétanque,
- une salle de javelot tir sur cible.

## Culture locale et patrimoine

### Lieux et monuments
- Les muches dont la construction remonterait au XVe siècle sont des abris souterrains utilisés par la population en cas d'attaque ennemie. Le clocher servait de poste de guet, l'entrée des muches se faisait à proximité. Les muches sont composées d'une galerie de 55 m de long, en partie effondrée, desservant 21 chambres. Les muches ont été utilisées probablement par la population à la fin de la guerre de Cent Ans, pendant les invasions espagnoles des XVIe et XVIIe siècles, et par les Anglais en 1917.
- Église Saint-Martin : construite en brique, en 1849, elle est de style néoclassique, elle a été rénovée en 2007 et en 2024.
- La chapelle funéraire de la famille Dufour, située à l'écart du village, elle a été élevée vers 1820 et rénovée après 1918, c'est le lieu de sépulture d'Oscar Lecavellé maire de la commune (de 1912 à 1931)[23].
- La chapelle du cimetière, a été construite par Marie-Thérèse Bertoux qui avait fait don du terrain sur lequel on érigea le cimetière[23].
- Monument aux morts inauguré en 1922 ou 1923.

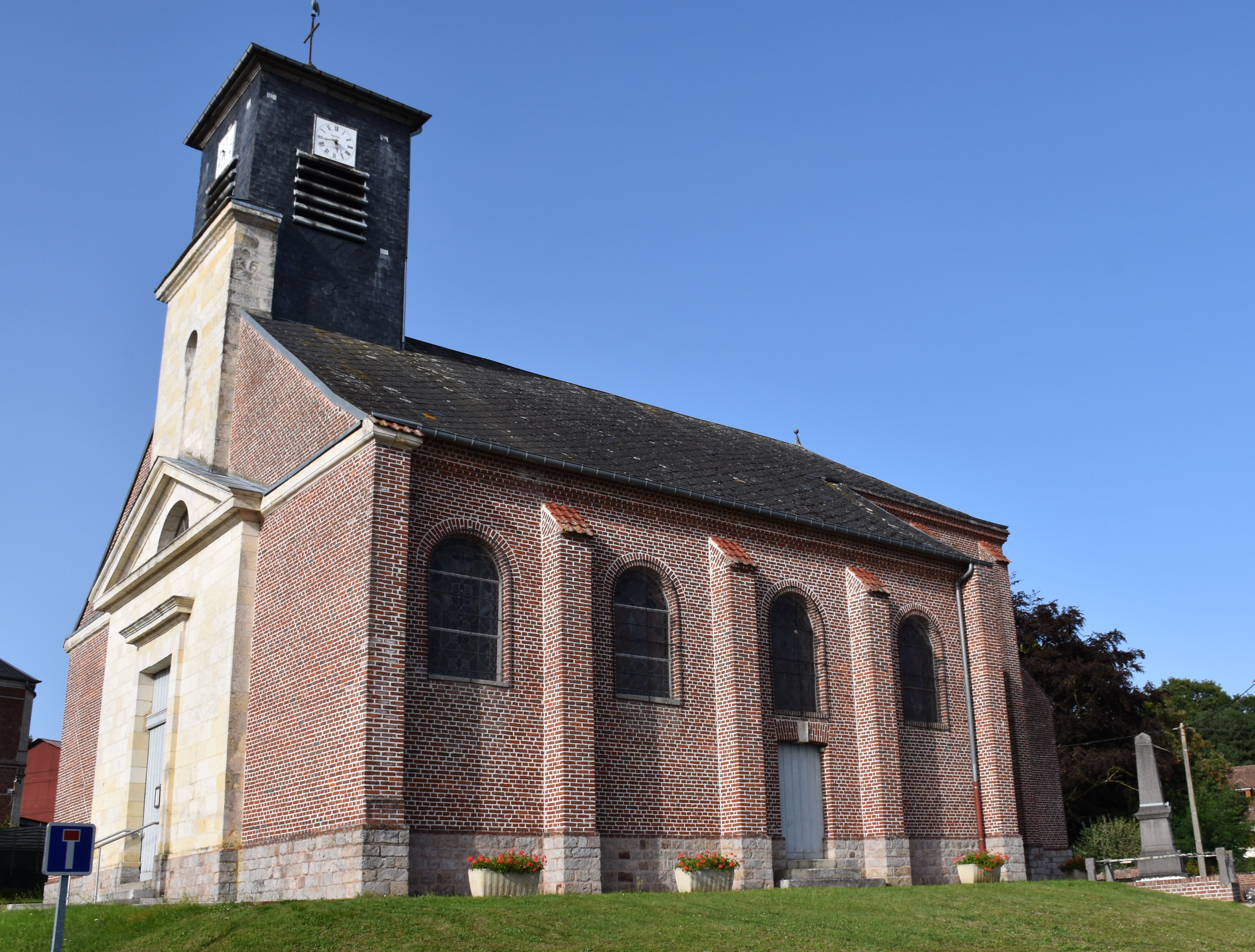
Eglise Saint-Martin.
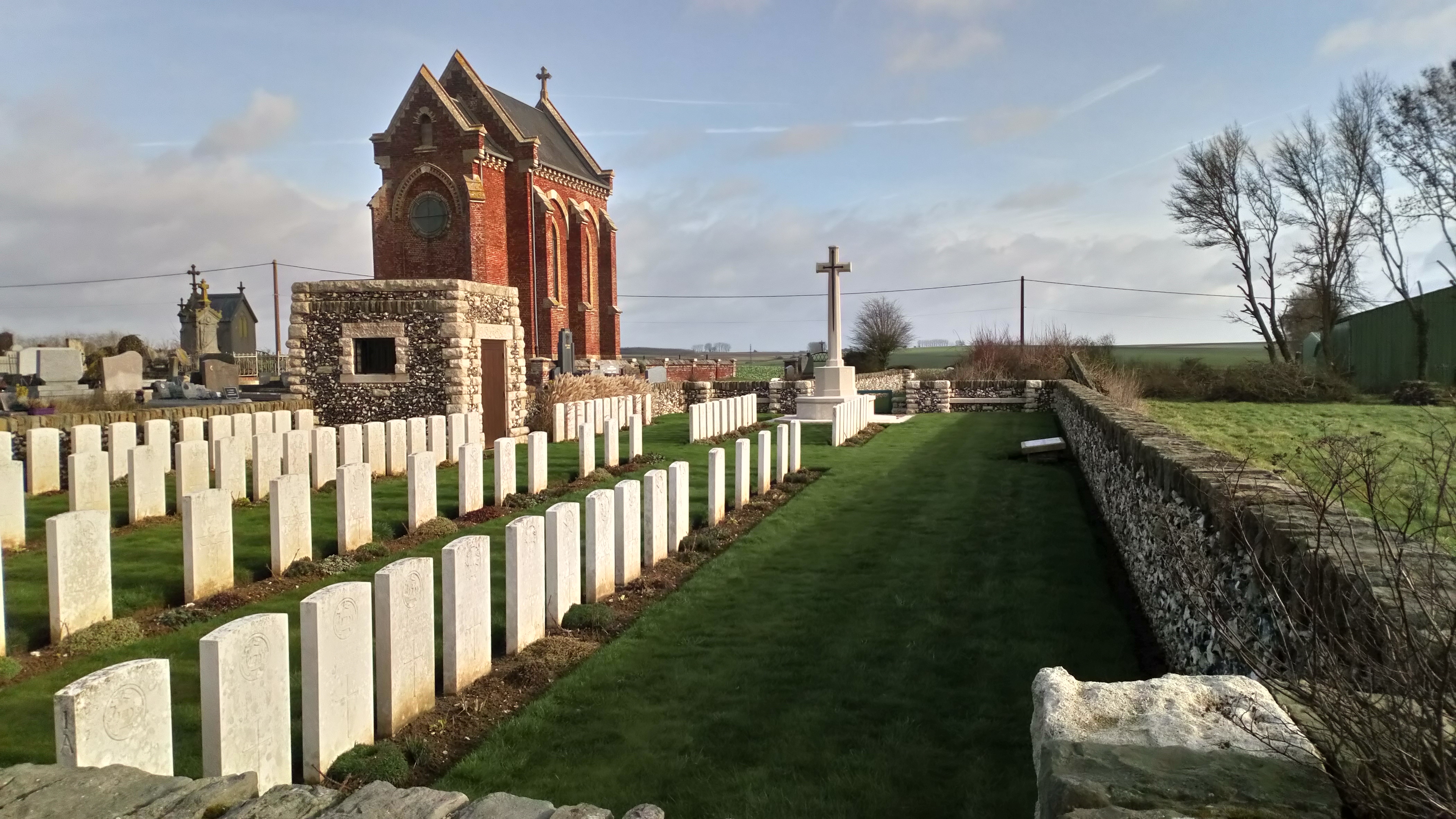
Chapelle et cimetière britannique.
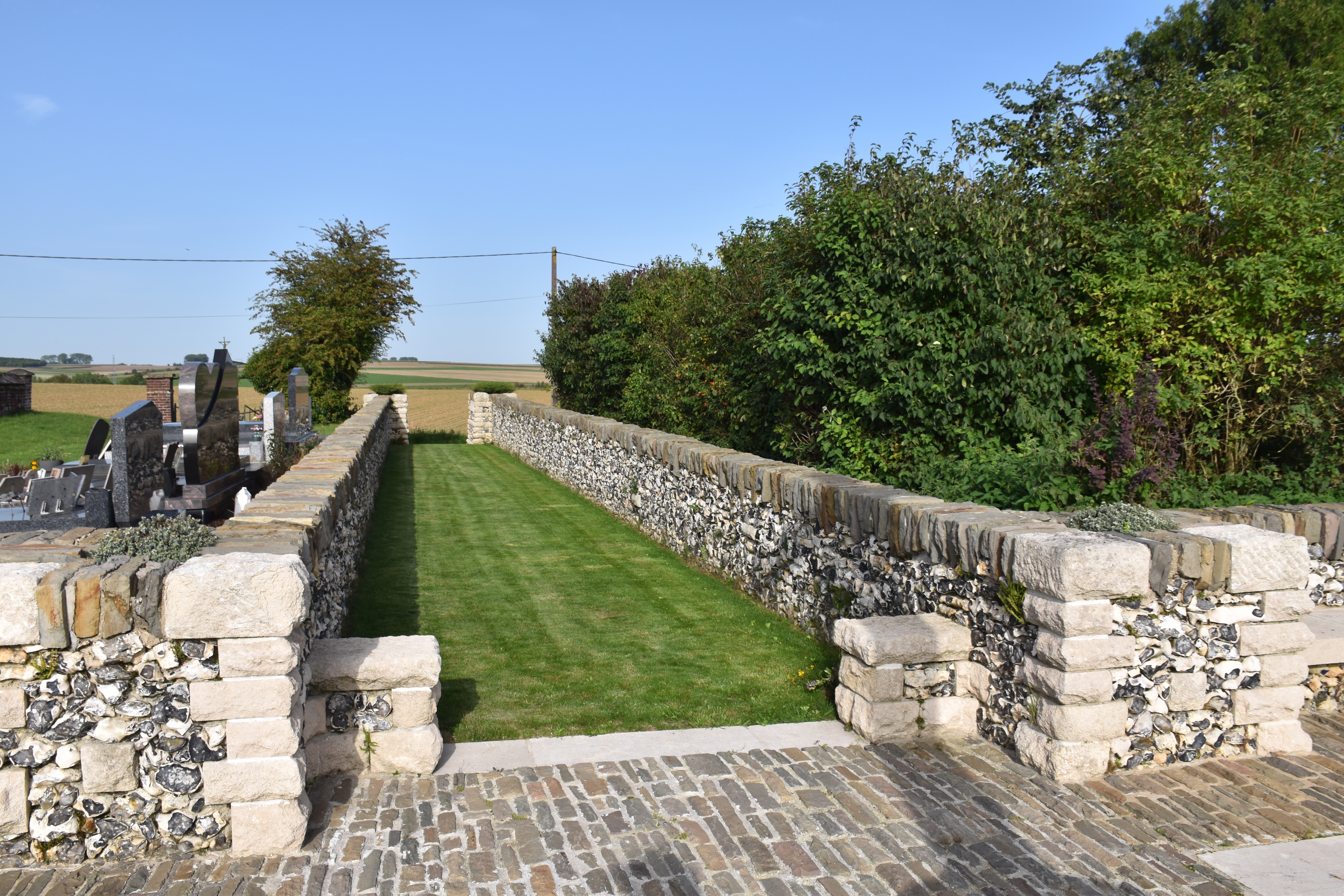
Entrée du cimetière britannique.

### Personnalités liées à la commune
Plusieurs personnalités à Senlis-le-Sec se sont illustrées dans le sport :
- Ballon au poing 
  - Sylvain Librecht, Poing d'or 2009.

- Javelot tir sur cible 
  - Thibaut Van Wynsberghe, champion de France doublette 2009 - champion de France individuel 2009 ;
  - Jordan Renou, champion de France doublette 2009 ;
  - Jean Claude Ossart et Nicolas Allart, vice-champions de France 2008 et 2009 - troisièmes 2010 1re Division ;
  - Alexis Labalette et Thibaut Van Wynsberghe, vice-champions de France Minimes 2012 ;
  - Kévin et Axel Cornet, vice-champions de France Cadets 2012.

- Ball-trap 
  - Cédric Vasseur, champion du monde 2019 de fosse universelle (199 plateaux sur 200) à Ychoux (Landes)[24].

## Pour approfondir

### Liens  internes
- Liste des communes de la Somme